# غلوون
الغلوون (Gluon) هي الجسيمات الأولية التي تتواسط قوى التآثر القوي (بالإنجليزية: interaction Strong)‏ بين الكواركات طبقا للديناميكا اللونية الكمية (كروموديناميك الكمومي). وهي عبارة عن بوزون اتجاهي
(بالإنجليزية: vector boson)‏ ، له عزم مغزلي 1 (بالإنجليزية: Spin 1)‏، ما يميزه عن غيره من البوزونات الإتجاهية التي تمتلك عادة ثلاث حالات للعزم المغزلي. ولكن التباين القياسي (بالإنجليزية: gauge invariance)‏ ينقص عدد حالات الزخم المغزلي (سبين) للغلوون إلى حالتين اثنتين فقط.
الغلوونات gluons هي جسيمات تآثر تنقل التآثر القوي . يوجد منها 8 أنواع تعمل بين الكواركات؛ الكواركات هي الجسيمات البنائية للجسيمات الأكبر، مثل الهادرونات، والباريونات التي من ضمنها البروتونات والنيوترونات، والميزونات) كل هذه الجسيمات الأولية الكبيرة «تلصقها» الغلوونات من الداخل. كما من الممكن أن تتفاعل (تتآثر)الغلوونات مع بعضها البعض بحيث يمكنها تكوين جسيمات أخرى؛ جسيمات أخرى مكونة من غلوونات فقط، وهذه الجسيمات تسمى«غلووبول» gluoball أي كرة غلوونات أو كرات غلوونات gluoballs.
أمثلة:
- البروتون: البروتون مركب من 3 كواركات uud تربطها غلوونات ببعضها البعض. الغلوونات هي ببساطة لاصقة للكواركات في داخل البرووتون.
- النيوترون: النيوترون يتكون من 3 كواركات ddu تربطها غلوونات ببعضها البعض. أي أن الغلوونات لاصقات للكواركات وبهذا يتكون النيوترون.

## الغلوون أحد أعضاء النموذج العياري للجسيمات
رمز الغلوون هو الرمز g في النموذج العياري (أو القياسي) التالي:
الإلكترون موجود من ضمنها ورمزه e
اما البروتون فهو مكون من 3 كواركات: u u d
والنيوترون مكون من 3 كواركات: d d u
والفوتون رمزه γ

## خصائص الغلوونات

رسم توضيح لـ"فايمان" إلكترون -e وبوزيترون +e و يفنيان بعضهما، وينتج فوتون γ في هيئة موجة كهرومغناطيسية (أزرق). ثم يتحلل الفوتنون منتجا كوارك q وكوارك-مضاد -q ، ثم يصدر الكوارك -المضاد غلوون g في هيئة لولب (أخضر) في الشكل.

الغلوونات ليست لها شحنة وتعتبر في النمودج القياسي بلا كتلة، إلا أن التجارب عليها تشير إلى كتلة في حدود عدة MeV (أي عدة ملايين إلكترون فولط)، فكونهم ذوي كتلة ليس ببعيد، فالبحث مستمر. للغوونات شحنة لونية تتميز بأنها تتكون من «لونا» و «لونا مضادا» سويا. ولهذا يوجد منها عدة غلوونات مختلفة.
من خلال نظرية المجموعات يمكن استخلاص عدد امكانيات التباديل والتوافيق لهذه الألوان والألوان المضادة للغوونات باستخدام الاحصائية التالية:
{\displaystyle 3\otimes {\bar {3}}=8\oplus 1\,.}
(بمعنى، لكي نكوّن زوجا من الغلونات ولدينا 3 أنواع من الغلونات وثلاثة أنواع من الغلوونات المضادة فتكون النتيجة 8 أنواع من ازواج الغلوونات. وتـُقرأ كالآتي: حاصل تباديل وتوافيق ثلاثي اللون مع ثلاثي مضاد-اللون يعطي النتيجة: 8 حالات (Octet states)، بالإضافة إلى حالة واحدة منفردة Singulet state [أنظر أسفله].)
الحالة المنفردة لا تستطيع تغيير لون الكوارك حيث أنها تمثل حالة تناطرية تماما.ويمكن مقارنة تلك الخاصية بحالات العزم المغزلي. كل الغلوونات الموجودة في الطبيعة تحمل محصلة لون (تعادل العزم المغزلي الكلي وهو لا يساوي صفرا.)
الحالة الفردية Singulett {\displaystyle (r{\bar {r}}+b{\bar {b}}+g{\bar {g}})/{\sqrt {3}}} لا لون لها ({\displaystyle {\hat {=}}} والعزم المغزلي الكلي لها يساوي 0)
حيث:
r أحمر، و {\displaystyle {\bar {r}}} مضاد الأحمر
b أزرق، و {\displaystyle {\bar {b}}} مضاد الأزرق
g أخضر، و {\displaystyle {\bar {g}}} مضاد الأخضر

## عد الغلوونات
بعكس الفوتون المنفرد طبقا للديناميكا اللونية الكمومية QED أو الثلاثة W و Z bosons الفعالة في التآثر النووي الضعيف فإنه توجد 8 من الغلوونات المستقلة في الميكانيكا
اللونية الكمومية.
ربما يكون ذلك صعبا في الفهم. الكواركات تحمل ثلاثة أنواع من الشحنات اللونية؛ والكواركات المضادة تحمل ثلاثة ألوان مضادة. ويمكن اعتبار أن الغلوونات تحمل كلا من لون ولون مضاد. هذا يجعل من «الممكن» الحصول على 9 ترافقات للون واللون المضاد للغلوونات. الجدول التالي يعطي تلك الثمانية ترافقات وأسمائهم:
- red-antired ({\displaystyle r{\bar {r}}}), red-antigreen ({\displaystyle r{\bar {g}}}), red-antiblue ({\displaystyle r{\bar {b}}})
- green-antired ({\displaystyle g{\bar {r}}}), green-antigreen ({\displaystyle g{\bar {g}}}), green-antiblue ({\displaystyle g{\bar {b}}})
- blue-antired ({\displaystyle b{\bar {r}}}), blue-antigreen ({\displaystyle b{\bar {g}}}), blue-antiblue ({\displaystyle b{\bar {b}}})

شكل 2: e^{+}e^{−} → Υ(9.46) → 3g
(هذا رسم فايمان : معناه ، من اليسار إلى اليمين: اصتدام إلكترون سريع بمضاد الإلكترون أنتج زوجا من الغلوونات b, -b
ونظرا لارتفاع طاقته تحلل وأنتج 3 غلونات (نوع g).

تلك هي ليست حالات الألوان «الحقيقية» التي تظهر في الغلوونات ولكنها «حالات فاعلية» effective states. وبغرض فهم كيفية تقارنهم (ترافقهم) فمن الضروري الأخذ في الاعتبار رياضيات الشحنات اللونية بتعمق أكبر.

### حالة لونية منفردة
يقال عادة أن الجسيمات المستقرة المتآثرة (مثل البروتون والنيوترون؛ وهما ينتميان إلى الهادرونات) التي نشاهدها في الطبيعة بأنها لا لون لها، أو بمعنى أصح أنهم في حالة: لون منفرد color singlet state ، التي هي تماثل في حساب الرياضيات «حالة عزم مغزلي منفردة». spin single state.
تلك الحالات تسمح تآثر مع حالات لونية منفردة أخرى، ولكن ليس مع حالات لونية أخرى، لأن تآثرات الغلوون طويلة المدى لا وجود لها؛ وهذا يوضح أن غلوونات في الحالة المنفردة لا توجد كذلك.
الحالة اللونية المنفردة هي:
{\displaystyle (r{\bar {r}}+b{\bar {b}}+g{\bar {g}})/{\sqrt {3}}.}
أو بمعنى آخر، إذا كنا نستطيع قياس لون الحالة فإنه توجد عدة احتمالات لأن تكون أحمر-أحمر مضاد أو أزرق-أزرق مضاد أو أخضر-أخضر مضاد.

### ثمانية غلوونات لونية
بالإضافة إلى الحالة الفردية توجد أيضا 8 حالات لونية للغلوون، وهي تمثل الـ 8 أنواع من الغلوونات.
ونظرا لأنه من الممكن خلط الألوان لتكوين «حالات» للغلوونات فتوجد عدة أمكانيات لتمثيل تلك الحالات، هي تعرف بـ «لون الثمانية حالات» "color octet". وتمثلها القائمة التالية:
| {\displaystyle (r{\bar {b}}+b{\bar {r}})/{\sqrt {2}}} |  | {\displaystyle -i(r{\bar {b}}-b{\bar {r}})/{\sqrt {2}}}             |
| {\displaystyle (r{\bar {g}}+g{\bar {r}})/{\sqrt {2}}} |  | {\displaystyle -i(r{\bar {g}}-g{\bar {r}})/{\sqrt {2}}}             |
| {\displaystyle (b{\bar {g}}+g{\bar {b}})/{\sqrt {2}}} |  | {\displaystyle -i(b{\bar {g}}-g{\bar {b}})/{\sqrt {2}}}             |
| {\displaystyle (r{\bar {r}}-b{\bar {b}})/{\sqrt {2}}} |  | {\displaystyle (r{\bar {r}}+b{\bar {b}}-2g{\bar {g}})/{\sqrt {6}}.} |

كما يمكن وصف تلك الحالات ب مصفوفات غيل-مان.
وهي حالات مستقلة عن الحالة الفردية. الحالات الثمانية هي
T32 − 1 أو 23.
ولا يمكن إجراء اقتران بينها أو لبعضها لإنتاج حالات أخرى؛ وإنه من المستحيل جمعهم لتكوين rr, أو gg, أو bb فهذا لا يحدث وتلك هي طبيعتهم.

## الحجز
نظرا لأن الغلوونات تحمل شحنة لونية فهم يشتركون في التآثرات القوية (تفاعلات). هذه التآثرات (ترابطات) للغلوون-غلوون يحصر حقل اللون ويجعله في هيئة حلقة وترية (وهي تسمى في الميكانيكا اللونية الكمومية «فيض أنبوبي» Flux tube ، يشتد قوة عند اطالته. وبسبب هده القوة فإن الكواركات محصورة في جسيمات تحويها، وتلك الجسيمات تسمى هادرونات ومن ضمنها البروتون والنيوترون.وهذا يحصر مدى التآثر القوي في حيز ضيق جدا، نحو 1×10−15 متر، وهذه حدود نواة الذرة. خارج هذه المسافة تشتد الحلقة الرابطة للكواركين شديدا. وإدا اشتدت أكثر من اللازم بسبب طاقة خارجية منصبة عليها فإن هذه الطاقة الزائدة تتحول إلى زوج كوارك-كوارك مضاد من الفراغ ولا تزداد الحلقة flux tube طولا.
ومن خصائص الغلوونات أنها تبقى محصورة في داخل جسيمات أكبر وهي الهادرونات. بالتالي لا تشترك الغلوونات مباشرة في التفاعلات النووية التي تحدث بين الهادرونات. القوى بين الهادرونات تتوسط فيها ميزونات. والميزونات تنتمي أيضا للهادرونات.

## مشاهدات التجارب
تظهر الكواركات والغلوونات (الملونة) نفسها بأنها تتفتت إلى كواركات وغلوونات، وهذه تتراكب لتصبح هادرونات في هيئة جسيمات لا لون لها. في عام 1978 أثناء انعقاد المؤتمر الصيفي لبحوث الجسيمات الأولية
, وتناول العلماء نتائج مكشاف بلوتو الموجود في مصادم الإلكترون والبوزيترون في مسرع ديزي بهامبورغ أتى المكشاف بأول ما يشير إلى أن تحلل الهادرونات في الرنين (Υ(9.46 يمكن تفسيره على أنه أحدث ثلاثة نفاثات اصدرت ثلاثة من الغلوونات. وقد سرد المنشور الذي عقب ذلك المؤتمر التحليلات الخاصة بهده التجربة وأيدت التفسير، كما أيدت أيضا أن الغلوون له عزم مغزلي (سبين) 1 . (أنظر الشكل 2 و  تجارب بلوتو ).
في عام 1979 استطاع العلماء زيادة سرعة تصادم الإلكترون والبوزيترون في تجربة «بترا» بمعجل ديزي، وفي تلك التجربة ظهرت أيضا ثلاثة نافورات فسرت بأنها غلوونات أشعة كبح وظهرت أيضا في تجارب «تاسو» TASSO ، و«مارك-ج» MARK-J وكذلك في «تجارب بلوتو»
 وفيما بعد في تجربة«ياد» JADE
(في عام 1980 ). أيدت تجربة تاسو بأن العزم المغزلي للغلوون يساوي 1 في عام 1980.
 (أنظر أيضا المرجع ).
في عام 1991 أجريت تجربة في مركز أبحاث سيرن، وقد أجريت في «حلقة ليب»؛ وهي حلقة لتخزين الجسيمات لإتاحة اصتدامات الإلكترونات المسرّعة والبوزيترونات المسرّعة،
وجاءت النتيجة مؤيدة للنتائج السابقة. التجربة كانت حساسة لقياس العزم المغزلي للغلوون.

## اقرأ أيضًا
- نظرية النموذج العياري
- تآثر قوي
- بلازما كوارك-غلوونية
- كوارك